# Хауард Бекер
Хауард Сол Бекер (енгл. Howard S. Becker; Чикаго, 18. април 1928 — Сан Франциско, 16. август 2023) био је Амерички социолог који је дао велики допринос социологији девијантног понашања, социологији уметности и социологији музике. Бекер се такође интензивно бавио стиловима писања у социологији као и њиховим методологијама. Значајан је и по томе што је у својој књизи Аутсајдери из 1963. поставио темеље за теорију етикетирања. Дипломирао је на Универзитету Чикаго и сматра се припадником друге Чикашке социолошке школе, заједно са Ирвингом Гофманом и Анселмом Штраусом.

## Биографија

### Младост и школовање
Хауард С. Бекер је рођен 18. априла 1928. Године у Чикагу, држава Илиноис. Врло рано је почео да свира клавир, да би већ са 15 година као професионални пијаниста свирао по разним баровима. Наставио је са свирањем и у бенду који су чиниле колеге из кампуса Северозападног Универзитета. Према Бекеровим речима, због Другог светског рата и чињенице да је већина пунолетних музичара имала ангажман, он је могао да свира само полупрофесионално. Кроз своју музичку каријеру Бекер је дошао у контакт са наркотицима, што ће касније искористити проучавајући културолошку позадину употребе дрога.
1946. Бекер је завршио постдипломске студије социологије на Универзитету у Чикагу. Током студија Бекер је наставио полупрофесионално да се бави музиком. Сматрао је музику својом професијом, а социологију је посматрао као хоби. Поред тога докторирао је социологију на Универзитету у Чикагу, где је такође одбранио докторску дисертацију која је обрадила тему везану за професоре школских установа у Чикагу.
Велики део његових раних радова је настао у оквиру традиције чикашких школа, нарочито уз помоћ Еверета Хјуза, који му је својевремено био ментор и саветник. Бекер је често сматран симболичним интеракционистом, иако он то никад није прихватио.
Након што је докторирао у 23. години, Бекер је наставио да се бави проучавањем употребе марихуане на Институту за малолетничка истраживања.
Касније је награђен чланством у Форд Фондацији за постдокторска истраживања на Универзитету државе Илиноис, од 1953. до 1955. Након тога је провео 3 године као помоћник у истраживачком раду на Институту за проучавање проблема човека на Станфорд Универзитету, пре него што је започео професорску каријеру.

### Професорска каријера
Када је докторирао на Универзитету Чикаго, Бекер је 3 године предавао социологију и друштвене науке, на истом универзитету. 1965. Бекер је постао професор социологије и на Северозападном Универзитету, где је предавао до 1991. У току своје каријере на овом универзитету, Бекер је био и гостујући професор на Универзитету Манчестер као и у Националном музеју Бразила у Рио де Жанеиру. 1996.се опробао као ванредни професор музике на Универзитету Вашингтон, све до пензионисања 1999.г.
Бекер је добитник многих награда и почасти у својој струци. Најбитније су: чланство Гугенхајмове фондације (1978–1979), Чарлс Нортон Кули награда, од стране Удружења студија симболичких интеракција (1980), Џорџ Херберт Мид награда (1987). Такође поседује почасне дипломе Осмог париског универзитета, Еразмус универзитета у Ротердаму и Високе школе за језике и друштвене науке из Лиона.

### Пензионисање
Бекер тренутно живи у Сан Франциску, Калифорнија. Он такође проводи пар месеци годишње у Европи, најчешће у Паризу. Наставио је да се бави музиком као композитор.

## Доприноси

### Социологија девијантног понашања и теорија етикетирања
Његова књига Аутсајдери (1963), сматра се претечом литературе на тему теорије етикетирања и база за проучавање девијантног понашања. Као скуп ранијих радова на ту тему, књига Аутсајдери приказује Бекерове теорије девијантног понашања кроз две девијантне групе: уживаоца марихуане и денс музичара. У књизи Бекер објашњава девијацију: “... девијација није карактеристика лоше особе, већ резултат нечијег дефинисања туђих активности као лоших.’’
Бекер је широко познат по свом раду на културолошкој позадини употребе дрога, нарочито по својим истраживањима уживања марихуане. У трећем и четвртом поглављу књиге Аутсајдери који су претходно били објављени у Америчком социолошком журналу (1953), испитује како уживаоци марихуане постају обележени као социјално девијантне особе. Бекерова инспирација да пише на ту тему, дошла је након читања књиге аутора Алфреда Линдесмита о опијумској зависности. Као музичар Бекер је имао искуство из прве руке са употребом дрога и успео је да окупи субјекте за интервју преко својих музичких веза. Први чланак, “Настајање корисника марихуане” приказује како друштвена интеракција игра велику улогу у учењу коришћења и уживања ефеката дроге.
Други чланак "Коришћење марихуане и друштвена контрола" описује како методе контроле служе као ограничавање коришћења дроге, што даље узрокује етикетирање корисника као девијантних личности. Касних 60 –их година Бекер је написао два додатна чланка на тему уживања дроге. Од 1970. на исту тему није писао чланке, али је широко препознат као утицајни истраживач на том пољу.
Бекерови радови о девијантом понашању су га учврстили као једног од зачетника теорије етикетирања. Теорија етикетирања је базирана на идеји да друштвено девијантна особа није наследно девијантна индивидуа, већ постане то као последица етикетирања. У првом поглављу Аутсајдера, Бекер објашњава:
"...друштвене групе стварају девијантно понашање постављајући правила чије кршење то проузрокује и додељивањем тих улога одређеним људима и обележавајући их као аутсајдере. Са ове тачке гледишта, девијантно понашање није квалитет чина једне особе, већ последица примене правила и санкција на починиоце. Девијантан је онај коме етикета ваљано одговара; девијантно понашање је оно понашање које су људи означили као такво."
По Бекеру индивидуе које су обележене као девијантне не морају остати такве, али је већа вероватноћа да ће једном обележена особа наставити са девијантним радњама. 1973. Бекер је поново издао Аутсајдере са последњим поглављем названим "Преиспитана теорија етикетирања". У том поглављу Бекер одговара на критике о својој теорији. Бекер објашњава да се у својој теорији фокусирао на начин који етикетирање ставља чиниоца у прилике које му отежавају наставак свакодневних рутина и тако га провоцирају ка абнормалним делима.

### Социологија уметности
Након што је написао своју дисертацију у Бекеру се пробудило занимање о социолошком проучавању уметности. Бекер је веровао да је то поље недовољно проучено и да се састоји од процена малог броја уметника. За разлику од претходних радова на том пољу Бекер је гледао на уметност као на колективну активност и проучавао је као занимање.
Један од Бекерових главних доприноса пољу је идеја уметности као продукт колективне активности. У својој књизи из 1982. "Светови уметности" Бекер описује како уметничко дело настаје кроз координацију више особа. Према Бекеру, без појединаца који стварају неопходан материјал за реализацију уметничког дела постаје тешко, чак и немогуће стварати уметност. Поред неопходних алатки за стваралачки процес, приказује важност заједничких улога доприносу уметности.
Поред Светова уметности написао је бројне есеје о социологији уметности. Две збирке ових есеја су преведене на француски. Такође је 2006. уредио и допринео делу Уметност од почетка и краја, збир социолошких есеја који се баве питањем како уметник одлучује како је дело готово. Осим списатељских радова на ту тему, Бекер је држао курсеве социологије уметности.

### Стил писања и методологија
Поред Бекерових доприноса социолошким теоријама он је интензивно писао и о социолошкој пракси. У књизи "Писање за друштвене научнике" даје савете особама заинтересованим за писање у оквиру социолошких наука.
Према Бекеру књига се састоји од информација које је он прикупио од студената, док је предавао на семинару Северозападног универзитета о стиловима писања у социологији. У једном интервјуу Бекер наводи : "лош стил писања у социологији не може бити одвојен од теоријских проблема саме дисциплине." Према томе Бекер препоручује студентима да пишу директним стилом, избегавајући пасиван говор и апстрактне именице.
У књизи "Трикови заната" наглашава своје идеје о социолошким методама. Књига се бави Бекеровим уверењем да је немогуће установити метод истраживања, независно од ситуације у којој се он користи. Принципи социолошког истраживања које описује у књизи су засновани првенствено на његовим сазнањима које је стекао од професора и колега на Универзитету у Чикагу.

### Књиге
- with Blanche Geer, Everett C. Hughes and Anselm Strauss . Boys in White: Student Culture in Medical School. Chicago: University of Chicago Press. 1961. ISBN 978-0-87855-622-9.
- Outsiders: Studies in the Sociology of Deviance. New York: The Free Press. 1963. ISBN 978-0-684-83635-5.
- The Other Side: Perspectives on Deviance. ISBN 978-0-02-902210-8. ed. Becker, Howard S. (New York:The Free Press. 1964). .
- with Blanche Geer and Everett C. Hughes (New York: Wiley, 1968). New edition . with new introduction. Becker, Howard Saul; Geer, Blanche; Hughes, Everett Cherrington (1995). Making the Grade: The Academic Side of College Life. Transaction Publishers. ISBN 978-1-56000-807-1.
- (Chicago: Adline, 1970) collected papers, including two previously unpublished: "On Methodology" and "Field Work Evidence.". Becker, Howard Saul (1977). Sociological Work: Method and Substance. Transaction Books. ISBN 978-0-87855-630-4.
- Art Worlds. Berkeley: University of California Press. 1982. ISBN 978-0-520-25636-1.
- Becker, Howard S. (2007) [1986]. Writing for Social Scientists (2nd изд.). Chicago: University of Chicago Press. ISBN 978-0-226-04132-2.
- Doing Things Together: Selected Papers. Evanston: Northwestern University Press. 1986. ISBN 978-0-8101-0723-6.
- Tricks of the Trade: How to Think about Your Research While You're Doing It. Chicago: University of Chicago Press. 1998. ISBN 978-0-226-04124-7. Excerpt
- Telling About Society. Chicago: University of Chicago Press. 2007. ISBN 978-0-226-04126-1.
- (Chicago: University of Chicago Press. 2009), with Robert R. Faulkner. Faulkner, Robert R.; Becker, Howard S. (15. 9. 2009). Do You Know . . ? The Jazz Repertoire in Action. University of Chicago Press. ISBN 978-0-226-23921-7. Excerpt.
- (Los Angeles: USC Annenberg Press. 2013), with Robert R. Faulkner. Becker, Howard Saul; Faulkner, Robert R. (2013). Thinking Together: An E-mail Exchange and All That Jazz. USC Annenberg Press. ISBN 978-1-62517203-7.
- What About Mozart? What About Murder?. Chicago: University of Chicago Press. 2015. ISBN 978-0-226-16635-3.